# Толстой, Алексей Дмитриевич
Алексей Дмитриевич Толсто́й (12 июля 1951, Ленинград — 5 июня 2004, Санкт-Петербург) — советский и российский врач, хирург и панкреатолог. Доктор медицинских наук.

## Биография
Алексей Дмитриевич Толстой — хирург, профессор медицины, видный врач-учёный и специалист по острому деструктивному панкреатиту. Сын композитора Дмитрия Алексеевича Толстого и филолога Натальи Ивановны Терентьевой, внук писателя Алексея Николаевича Толстого. Является создателем панкреатологической школы Санкт-Петербурга. А. Д. Толстой окончил ЛГПМИ в 1974 году и стал практикующим врачом в 1976 году, позднее руководил панкреатологической клиникой в Институте Скорой Помощи им. И. И. Джанелидзе в период с 1993 по 2004 годы. Врач высшей категории. Незадолго до смерти получил учёное звание профессора медицины.

## Медицинская работа и достижения
Большую часть своей жизни и научной карьеры профессор А. Д. Толстой посвятил борьбе с острым деструктивным панкреатитом (ОДП) — серьёзным заболеванием с высокой летальностью. В 1981 году защитил кандидатскую диссертацию «Перитониты при острых панкреатитах», в 1988 году — докторскую диссертацию «Травматические панкреатиты». А. Д. Толстой вёл научно-исследовательскую деятельность в области неотложной панкреатологии, разработал системы двухэтапного лечения пострадавших с травмами поджелудочной железы. Профессор разработал научную теорию, в основу которой положил периодичность течения заболевания. Была предложена тактика раннего лечения, «обрывающая» деструктивный процесс в поджелудочной железе. Совместно с российскими иммунологами А. Д. Толстой разработал эффективные методы иммунотерапии, направленные на профилактику и лечение гнойных осложнений и сепсиса при остром панкреатите. Подходы А. Д. Толстого к лечению ОДП стали основой «Протоколов диагностики и лечения острого панкреатита», которые в 2004 г. были утверждены на заседании Ассоциации хирургов Санкт-Петербурга. В HИИ скорой помощи им. И. И. Джанелидзе применение тактики «обрыва» ОДП позволило снизить летальность и частоту развития гнойных осложнений (ГО) более чем в два раза.
Под руководством профессора А. Д. Толстого защитились 5 кандидатов медицинских наук, готовились к защите 3 кандидата в доктора наук.

## Научные труды
Профессор А. Д. Толстой — автор 159 научных трудов, автор и соавтор монографий «Острый панкреатит и травмы поджелудочной железы», «Шок при панкреатите» и других.
А. Д. Толстой является соавтором «Энциклопедии боли» — популярного издания о возникновении и избавлении от болей разной этиологии.

## Награды
За время своей медицинской работы А. Д. Толстой трижды награждался премиями им. И. И. Джанелидзе за лучшую научную работу года (1979, 1988, 1997).

## Отзывы
«Врождённый талант писателя позволял ему творить легко и быстро, доступно и понятно для любого вдумчивого читателя».